# Eddie Gerard
Edward George Gerard (* 22. Februar 1890 in Ottawa, Ontario; † 7. August 1937 ebenda) war ein kanadischer Eishockeyspieler und -trainer. Zwischen 1913 und 1923 spielte er in der National Hockey Association sowie ab 1917 in der National Hockey League für die Ottawa Senators auf den Positionen des linken Flügelstürmers sowie des Verteidigers. Als Spieler gewann Gerard vier Mal den Stanley Cup, eine fünfte Trophäe folgte im Anschluss an seine Spielerkarriere 1926 als Cheftrainer der Montreal Maroons. 1937 starb Eddie Gerard im Alter von 47 Jahren an den Folgen einer Tumorerkrankung. Er gehörte zu den ersten zwölf Eishockey-Persönlichkeiten, die 1945 in die neu gegründete Hockey Hall of Fame aufgenommen wurden.

## Karriere als Spieler

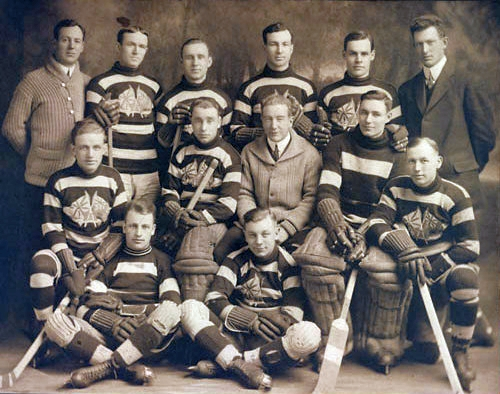
Gerard (vordere Reihe, l.) auf einem Mannschaftsfoto der Ottawa Senators aus der NHA-Saison 1914/15.

In seiner Jugendzeit spielte Eddie Gerard für die Ottawa Seconds in einer Juniorenliga der kanadischen Provinz Ontario. Von 1910 bis 1913 war er für die Ottawa New Edinburghs in der Interprovincial Amateur Hockey Union, einer Minor League, aktiv. Im November 1913 erhielt der hauptsächlich als Flügelstürmer eingesetzte Gerard Vertragsangebote mehrerer Profi-Teams. Unter anderem unterbreiteten ihm die Montréal Canadiens ein Angebot, welches er ablehnte. Wenig später unterschrieb der Kanadier einen Vertrag bei der Mannschaft aus seiner Heimatstadt, den Ottawa Senators aus der National Hockey Association (NHA).
In seiner ersten Saison bei den Senators kam Gerard in elf Partien zum Einsatz, dabei gelangen ihm 13 Scorerpunkte. Seine persönlich beste Spielzeit hatte der Linksschütze in der NHA-Saison 1916/17, welches gleichzeitig die letzte Saison der National Hockey Association war; Gerard erzielte in 19 Spielen 17 Tore und insgesamt 26 Punkte. Nach der Auflösung der NHA und der Gründung der National Hockey League (NHL) 1917/18 gewann Eddie Gerard mit den Ottawa Senators in der NHL-Saison 1919/20 seinen ersten Stanley Cup, nachdem die Mannschaft im Stanley-Cup-Finale die Seattle Metropolitans aus der Pacific Coast Hockey Association (PCHA) bezwang. Für die Senators war es der insgesamt achte Gewinn dieser Trophäe. Die Senators wiederholten in der Spielzeit darauf ihren Stanley-Cup-Erfolg, indem das Team im Finale gegen den PCHA-Herausforderer Vancouver Millionaires gewann.

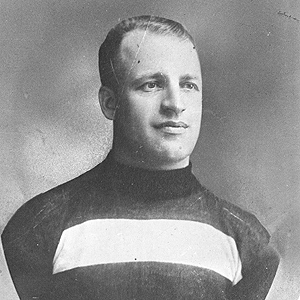
Gerard im Trikot der Ottawa Senators

In der Saison 1921/22 verloren die Ottawa Senators das NHL-Finale gegen die Toronto St. Patricks, die ihrerseits im Stanley-Cup-Finale auf die Vancouver Millionaires trafen. Vor dem vierten Spiel dieser im Best-of-Five-Modus ausgetragenen Serie verletzte sich ein Abwehrspieler der St. Patricks. Vancouver Millionaires Manager Lester Patrick gestattete daraufhin den Toronto St. Patricks, einen beliebigen Spieler aus Ost-Kanada für den Rest der Finalrunde als Ersatzmann aufzustellen. Die Wahl fiel auf Eddie Gerard, der sich als dermaßen effektiv für die St. Patricks erwies, dass Lester Patrick vor der fünften und entscheidenden Partie einen weiteren Einsatz des Spielers untersagte. Die Toronto St. Patricks bezwangen schließlich die Vancouver Millionaires in der fünften und letzten Partie mit 5:1 und gewannen dadurch ihren ersten und einzigen Stanley Cup, für Gerard war es der dritte Pokalgewinn in Folge.
Die Saison 1922/23 sollte Eddie Gerards letzte als Spieler in der National Hockey League werden. Die Ottawa Senators beendeten die reguläre Saison auf dem ersten Tabellenplatz und trafen im Stanley-Cup-Finale auf die Edmonton Eskimos aus der Western Canada Hockey League (WCHL). Die Senators gewannen die Best-of-Three-Serie mit 2:0-Siegen. Nach dem vierten Stanley-Cup-Sieg in Folge beendete Eddie Gerard auf Grund einer Geschwulst am Hals, die ihm das Atmen erschwerte, seine aktive Karriere. In seiner zehn Spielzeiten dauernden Karriere als Profi gewann er vier Mal mit den Ottawa Senators den Stanley Cup, darüber hinaus lief er von 1919 bis zu seinem Karriereende 1923 als Mannschaftskapitän der Senators auf.
Der Kanadier galt als effizienter und sehr fairer Spieler, der über eine gute Lauftechnik verfügte und auf beiden Seiten des Spielfeldes ein schwerer Gegenspieler war. Darüber hinaus wurden ihm eine herausragende Puckbeherrschung sowie Führungsqualitäten bescheinigt.

## Nach der Karriere
Gerard war bereits in der NHL-Saison 1917/18 als Spielertrainer der Ottawa Senators aktiv. Nach seinem Karriereende als Spieler 1923 pausierte er ein Jahr mit Eishockey und war dann von 1924 bis 1929 als Trainer und Manager der Montreal Maroons tätig. Dabei gewann er 1926 seinen ersten und einzigen Stanley Cup als Trainer, nachdem seine Mannschaft im Finale die Victoria Cougars aus der PCHA bezwungen hatte. Nach der Zeit bei den Maroons pausierte er wieder ein Jahr und trainierte danach ab 1930 zwei Spielzeiten lang die New York Americans. Im Herbst 1932 übernahm er erneut das Traineramt bei den Montreal Maroons.
Nachdem die Ottawa Senators 1934 den Spielbetrieb eingestellt hatten und nach St. Louis umgezogen waren, übernahm Gerard in der ersten Spielzeit des nun St. Louis Eagles genannten Franchise den Trainerposten von Georges Boucher. Nachdem das neue Team elf der ersten 13 Partien verloren hatte, trat der Kanadier im Dezember 1934, auch auf Grund seines gesundheitlichen Zustands, als Trainer der Eagles zurück. Sein Nachfolger wurde wieder Boucher.
Eddie Gerard starb am 7. August 1937 im Alter von 47 Jahren in seiner Heimatstadt Ottawa an den Folgen der Tumorerkrankung, die bereits zu seinem Karriereende geführt hatte. Er gehörte zu den ersten zwölf Eishockey-Persönlichkeiten, die 1945 in die neu gegründete Hockey Hall of Fame aufgenommen wurden. Beigesetzt wurde Gerard auf dem Friedhof Beechwood in Ottawa.

## Erfolge und Auszeichnungen
- 1920 Stanley-Cup-Gewinn mit den Ottawa Senators
- 1921 Stanley-Cup-Gewinn mit den Ottawa Senators
- 1922 Stanley-Cup-Gewinn mit den Toronto St. Patricks
- 1923 Stanley-Cup-Gewinn mit den Ottawa Senators
- 1926 Stanley-Cup-Gewinn mit den Montreal Maroons (als Trainer)
- 1945 Aufnahme in die Hockey Hall of Fame (posthum)

## Karrierestatistik

### Als Spieler
(Legende zur Spielerstatistik: Sp oder GP = absolvierte Spiele; T oder G = erzielte Tore; V oder A = erzielte Assists; Pkt oder Pts = erzielte Scorerpunkte; SM oder PIM = erhaltene Strafminuten; +/− = Plus/Minus-Bilanz; PP = erzielte Überzahltore; SH = erzielte Unterzahltore; GW = erzielte Siegtore; 1 Play-downs/Relegation; Kursiv: Statistik nicht vollständig)

### Als Trainer
(Legende zur Trainerstatistik: GC = Spiele, W = Gewonnen, L = Verloren, T = Unentschieden)

## Anmerkung
1. ↑  Um mit einem Stanley-Cup-Gewinn akkreditiert zu werden, muss ein Spieler laut NHL-Regularien für die Sieger-Mannschaft entweder mindestens die Hälfte der Partien der regulären Saison absolvieren, oder mindestens einen Einsatz im Stanley-Cup-Finale für das erfolgreiche Team vorweisen.

| Personendaten    | Personendaten                              |
| ---------------- | ------------------------------------------ |
| NAME             | Gerard, Eddie                              |
| ALTERNATIVNAMEN  | Gerard, Edward George (vollständiger Name) |
| KURZBESCHREIBUNG | kanadischer Eishockeyspieler und -trainer  |
| GEBURTSDATUM     | 22. Februar 1890                           |
| GEBURTSORT       | Ottawa, Ontario                            |
| STERBEDATUM      | 7. August 1937                             |
| STERBEORT        | Ottawa, Ontario                            |